# Didier Motchane
Didier Motchane (París, 17 de septiembre de 1931-Montreuil, 29 de octubre de 2017) fue un alto funcionario y político francés, notable por ser el creador del símbolo socialista del puño y la rosa. También fue uno de los fundadores del CERES, ala izquierda del Partido Socialista durante varios años.

## Biografía
Didier Motchane (nacido Motschan) era hijo del industrial y matemático Léon Motchane. Fue licenciado en humanidades, diplomado de estudios superiores en historia, diplomado del Instituto de Ciencias Políticas (promoción de 1952) y alumno de la Escuela Nacional de Administración (ENA) entre 1954 y 1956.
Durante su juventud, simpatizó con un grupúsculo gaullista proargelino de izquierdas denominado Patria y Progreso (Patrie et Progrès). Posteriormente, conoció a Jean-Pierre Chevènement. Con él y otros compañeros (Pierre Guidoni, Alain Gomez), fundó en 1965 el Centro de Estudios, Investigaciones y Educación Socialista (en francés: Centre d'études, de recherches et d'éducation socialiste, CERES), que fue durante más de veinte años el ala izquierda de la socialdemocracia francesa.
Los militantes del CERES se incorporaron algunos meses más tarde a la envejecida SFIO (en la 14.ª sección de París), y se les unieron otros militantes tales como Georges Sarre.
Didier Motchane fue sucesivamente secretario internacional (para el tercer mundo), de formación y de acción cultural del Partido Socialista (PS), del que fue uno de los fundadores en junio de 1971 en el congreso de Épinay. También fue el creador del logotipo del PS, el puño y la rosa.
Para firmar sus artículos empleó el seudónimo de Jean Dragon.
Ocupó un escaño en el Parlamento Europeo entre 1979 y 1989. En 1993, abandonó el PS y participó en la creación del Movimiento de los Ciudadanos, reconstituido en 2003 como el Movimiento Republicano y Ciudadano.
Asimismo, creó sucesivamente las revistas Les Cahiers du CERES, Frontière, Repères, NON y Enjeu.
Durante las elecciones presidenciales de 2012, dio su apoyo al candidato del Frente de Izquierda, Jean-Luc Mélenchon
Murió el 29 de octubre de 2017 a consecuencia de un cáncer en Montreuil.

### Vida privada
Didier Motchane tuvo tres hijos. En 2006 se casó en terceras nupcias con la cineasta Dominique Cabrera. Su película Demain et encore demain recorre el comienzo de su historia de amor.

## Obras
- Clés pour le socialisme (1973)
- Un atlantisme à la Charentaise (1992)
- Voyage imaginaire à travers les mots du siècle (2010)
- Les Années Mitterrand (2011)
- Bajo el seudónimo colectivo de Jacques Mandrin: 
  - L'Énarchie ou les mandarins de la société bourgeoise (1968), con Jean-Pierre Chevènement y Alain Gomez
  - Socialisme ou social-médiocratie ? (1969), con Jean-Pierre Chevènement y Alain Gomez
  - Le Socialisme et la France, con Jean-Pierre Chevènement y Pierre Guidoni (1983)